# Acrapex punctosa
Acrapex punctosa là một loài bướm đêm trong họ Noctuidae.